# Ratusz w Grójcu
Ratusz w Grójcu – zabytkowa dawna siedziba władz miejskich w Grójcu, w województwie mazowieckim.

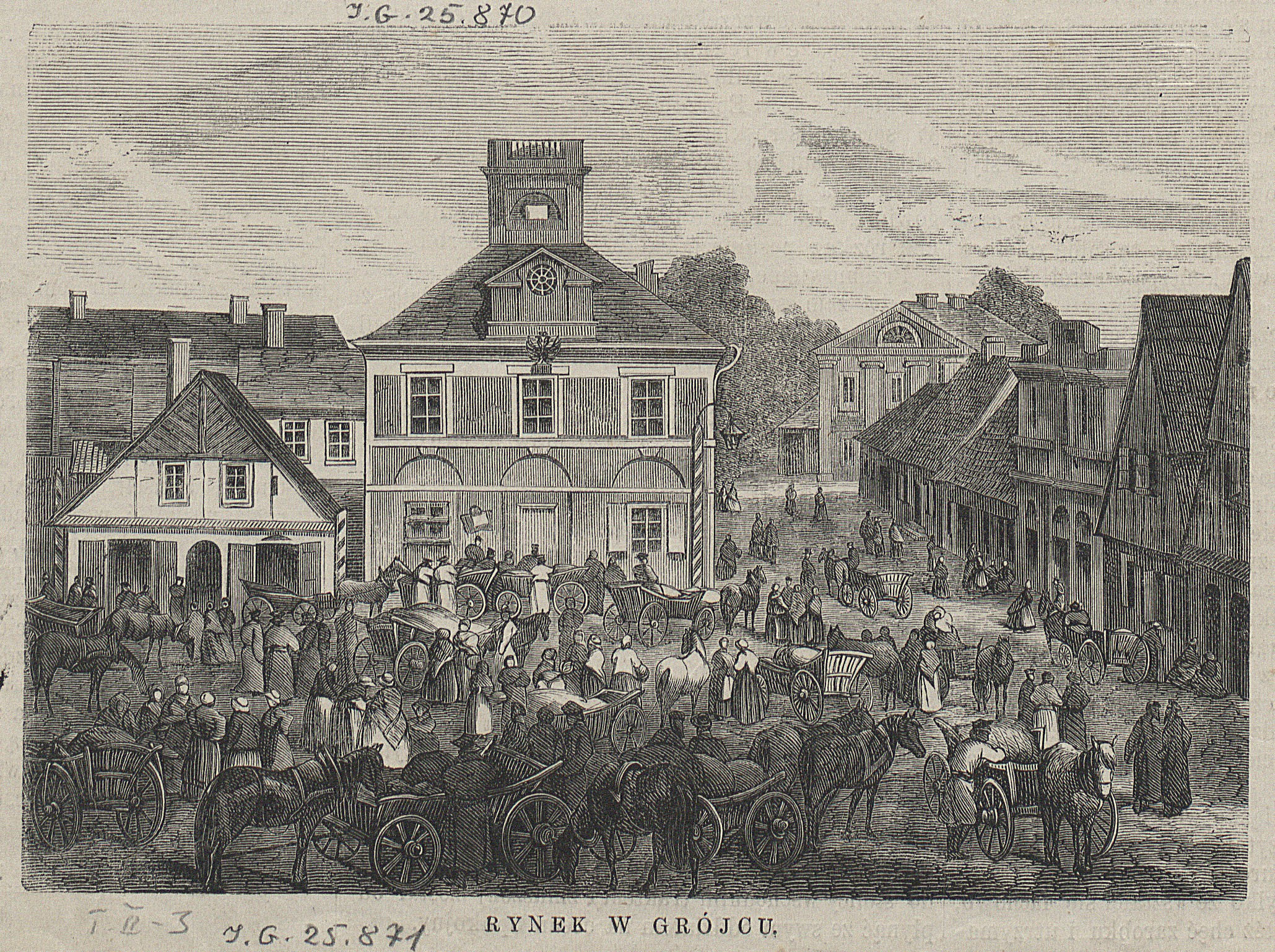
Rynek z ratuszem na grafice z XIX w.

Jest to budowla klasycystyczna wzniesiona w 1821 roku zapewne według projektu architekta Hilarego Szpilowskiego. Ratusz był wielokrotnie remontowany, przed 1939 rokiem został częściowo przebudowany. W latach 60. ubiegłego stulecia został odnowiony.
Budynek posiada dwie kondygnacje, jest częściowo boniowany, kondygnacje oddziela od siebie gzyms kordonowy, a w zakończeniu elewacji gzyms kordonowy. Budowla nakryta jest dachem czterospadowym, wykonanym z blachy, na środku umieszczona jest wieżyczka z półkolistymi oknami oraz tarczami zegarowymi.
Obecnie w budynku ratusza znajduje się Urząd Stanu Cywilnego.